# Jacques-Simon Eggly

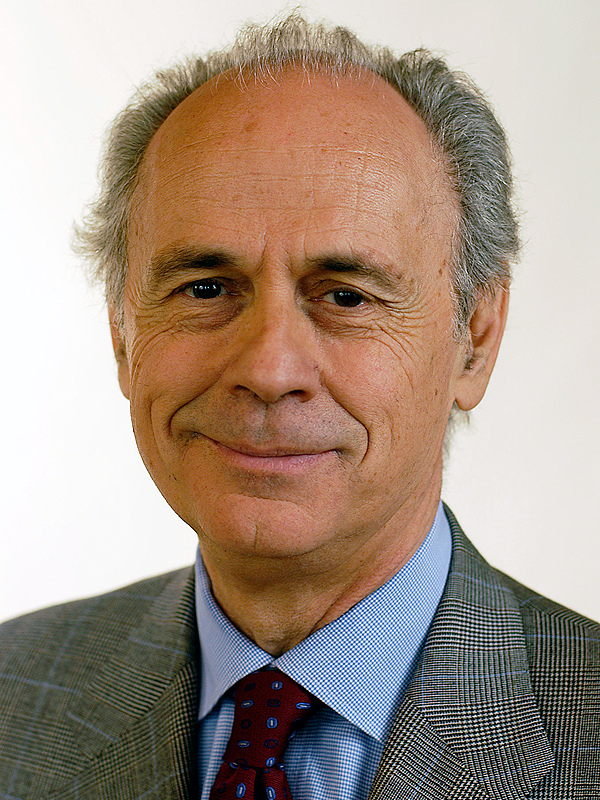
Jacques-Simon Eggly

Jacques-Simon Eggly (* 4. September 1942 in Genf; heimatberechtigt in Bellevue) ist ein Schweizer Politiker (LPS).
Eggly hat das Lizentiat der Rechtswissenschaften errungen und war danach als politischer Berichterstatter für die Zeitung Le Temps tätig. Er erhielt später das Diplom am Genfer Hochschulinstitut für internationale Studien und war danach als Lehrer tätig.
Von 1977 bis 1983 war er im Grossen Rat des Kantons Genf. Zum 28. November 1983 wurde er in den Nationalrat gewählt und hatte dort in mehreren Kommissionen Einsitz. 1997 wurde er von seiner Partei zum Präsidenten gewählt und übte dieses Amt bis 2002 aus. Bei den Schweizer Parlamentswahlen 2007 trat er nicht mehr an und schied daher zum 2. Dezember 2007 aus der grossen Kammer aus.
Eggly war ab 1993 Präsident der Arbeitsgruppe südliches Afrika (ASA). Von 2007 bis 2015 war er Präsident der Auslandschweizer-Organisation (ASO).
Jacques-Simon Eggly erhielt 2012 in der Grand Société in Bern den Prix de l’amitié Franco-Suisse.
Eggly ist verheiratet und hat drei Kinder. Er wohnt in Genf.